# 健民里 (臺中市)
健民里，位於大里區東南境。位於草湖溪上游，為一個竹林茂密的坑谷，因其深山中出產全省獨一無二的山筍（又名皇帝筍或殺頭筍），故名為「竹仔坑」。

## 里名由來
建村當時，因政府規定以二字命名，故由當時的村長劉森林取「這裡的每個村民身體很強壯」（粗勇）之意，而命名為「健民」。

## 地理
本里東、北側與太平區德隆里、黃竹里毗連，西為塗城，西北接仁化里，南鄰霧峰區桐林里。

## 行政區劃沿革
健民里於清代時隸屬藍興堡番仔寮莊；明治35年（1902年）時，改隸臺中廳大里杙區番仔寮庄，至大正9年（1920年）則隨行政區調整，隸屬大屯郡大里庄番仔寮大字。二次大戰結束後，國民政府接收臺灣，以原番仔寮大字範圍被劃歸為健民村與仁化村，隸屬臺中縣大里鄉。民國82年（1993年）大里鄉升格為縣轄市大里市，隨之改制為健民里。

## 交通
主要道路
- 仁化路、健民路
- 健東路
- 健行路
- 練武路
- 鳳凰路

臺中市市區公車
| 市區公車編號 | 業者     | 營運區間                     | 備註                                                   |
| 3            | 統聯客運 | 東山高中－明道中學           | 經大里高中、修平科技大學、光正國中、太平市區           |
| 7            | 東南客運 | 台中一中－長億高中           | 實際起點為雙十興進路口，經慈明高中、長億高中，固定班次 |
| 131          | 台中客運 | 北屯區行政大樓－朝陽科技大學 | 經塗城路、竹仔坑，固定班次                             |
| 158          | 全航客運 | 高鐵台中站－朝陽科技大學     | 經興大附中、兒童藝術館、修平科技大學、竹仔坑           |
| 280          | 豐原客運 | 台中車站－修平科技大學       | 固定班次                                               |
| 285          | 東南客運 | 帝國製糖廠－銀聯一村         | 經甲堤南路、中興路二段，固定班次                       |
| 285副        | 東南客運 | 帝國製糖廠－竹仔坑           | 經立元路、立仁路、益民路二段，固定班次                 |
| 286          | 豐原客運 | 台中車站－崁頂               | 經車籠埔，固定班次                                     |

## 教育
- 竹仔坑國小

### 書籍
- 《臺灣地名辭書》卷十二《臺中縣》第二冊，第22-23頁

### 外部連結
- 臺中市大里區公所 沿革